# Loreta (ime)
Loreta je  žensko osebno ime.

## Izvor imena
Ime Loreta je različica imena Lavra.

## Pogostost imena
Po podatkih Statističnega urada Republike Slovenije je bilo na dan 31. decembra 2007 v Sloveniji število ženskih oseb z imenom Loreta: 24.

## Osebni praznik
V koledarju je ime zapisano 22. januarja in 19. oktobra.